# Nišićka visoravan
Nišićka visoravan je visoravan u BiH. 

## Položaj
Smještena je 35 kilometara od Sarajeva na putu prema Olovu, od kojeg je udaljena 15 kilometara. Nalazi se na oko 1.000 metara nadmorske visine sjeveroistočno od Sarajeva u Općini Ilijašu. Visoravan se zove po selu Nišićima.

## Povijest
Starije ime je Crnoriječka visoravan, po rijeci koja ovuda teče.'
U ratu u BiH ovdje je bilo bojište. Na kotama Brda, Polom i Jasen, vodile su se žestoke bitke, čiji su tragovi vidljivi još i danas. Posvuda su ostatci konzervi, UNHCR-ovi najloni, puškarnice, polomljeni vrhovi drveća, grudobrani, bunkeri, tranšeje, izvor - na koji su svi dolazili. Borbe su kulminirale ljeta i jeseni 1994. godine. Intenzivne borbe, ofenzive i protuofenzive su ostavile traga na živi svijet. Premda je prošlo 24 godine od bitaka,  život ni danas nije vratio. Na brdima na visoravni ni danas nema ptica. Tek je vidljivo da ovuda prođu divlje svinje.

## Gospodarstvo
Zadnjih godina poznata i po uzgoju heljde. Po procjenama zasijano je preko tisuću dunuma zemljišta. Nišićka visoravan je izvrsno mjesto za rast heljde, jer ona uspijeva na visokim nadmorskim visinama. Kvaliteta je besprijekorna a potencijal uzgoja heljde ali i ljekovitog bilja još je veći.
2017. godine planirana je izgradnja zabavno-adrenalinskog parka, a ulagač je bila tvrtka iz Kuvajta. Zemljište na kojem su namjeravali graditi je selo Ravne i pripada općini Varešu.

## Vanjske poveznice
- Bosnopis[neaktivna poveznica] Nišićka visoravan – prekrasno parče bosanske zemlje  (boš.)
- Radio Sarajevo BiH / Dragulj nadomak Sarajeva, Nišička visoravan: Čist zrak i predivan pogled (boš.)